# جورج شيا
جورج شيا (بالإنجليزية: George Shaya)‏ هو لاعب كرة قدم زيمبابوي في مركز الهجوم، ولد في 30 أكتوبر 1946 في رودسيا. شارك مع منتخب زيمبابوي لكرة القدم. أما مع النوادي، فقد لعب مع نادي ديناموز.